# 黄土梁水库
黄土梁水库是中国河北省承德市丰宁满族自治县境内的一座水库，位于滦河系兴洲河上，建于1980年。水库正常库容为1100万立方米，集雨面积为324平方千米，海拔为338.5米。